# LM5: The Tour
LM5: The Tour è il quinto tour del gruppo musicale britannico Little Mix, a sostegno del loro quinto album in studio LM5 (2018).
Il tour è iniziato il 16 settembre 2019 a Madrid, Spagna, per poi concludersi il 22 novembre dello stesso anno a Londra, Regno Unito.

## Antefatti
Il tour è stato annunciato il 18 ottobre 2018 con l'uscita delle prime date in Regno Unito e Irlanda. I biglietti sono stati messi in vendita a partire dal 26 ottobre. Altre quattro date sono state aggiunte il 26 novembre, due a Belfast, una a Dublino e un'altra ad Aberdeen. È stato disponibile ordinare i biglietti a partire dal 30 novembre. Tuttavia, lo show ad Aberdeen è stato cancellato a causa di improvvisi imprevisti. Altre due date a Londra sono state annunciate il 7 dicembre. Il 1º febbraio 2019, invece, sono state svelate le date europee al di fuori del Regno Unito e Irlanda. I biglietti sono stati messi in vendita dal 6 febbraio. A causa di forti richieste, una terza data in Germania è stata annunciata il 12 marzo. E, successivamente, il 21 dello stesso mese è stata inserita una data francese al tour. Le date australiane sono state annunciate il 31 marzo e i biglietti sono stati messi in vendita dall'8 aprile.

## Scaletta
1. Salute
2. Power
3. Woman like Me
4. Wasabi
5. Bounce Back
6. Only You / Black Magic
7. Told You So
8. Secret Love Song pt. II
9. The Cure
10. Joan of Arc
11. Wings
12. Shout Out to My Ex
13. Woman's World
14. Reggaetón Lento Remix
15. No More Sad Songs
16. Think About Us
17. More Than Words
18. Touch

## Date del tour
| Data              | Città               | Stato       | Luogo                       | Artisti d'apertura   | Biglietti venduti / Biglietti disponibili | Incasso    |
| Europa            | Europa              | Europa      | Europa                      | Europa               | Europa                                    | Europa     |
| ----------------- | ------------------- | ----------- | --------------------------- | -------------------- | ----------------------------------------- | ---------- |
| 16 settembre 2019 | Madrid              | Spagna      | WiZink Center               | Keelie Walker        | N.D.                                      | N.D.       |
| 18 settembre 2019 | Milano              | Italia      | Mediolanum Forum            | Keelie Walker        | N.D.                                      | N.D.       |
| 21 settembre 2019 | Stoccarda           | Germania    | Porsche-Arena               | Keelie Walker        | N.D.                                      | N.D.       |
| 22 settembre 2019 | Stoccarda           | Germania    | Porsche-Arena               | Keelie Walker        | N.D.                                      | N.D.       |
| 23 settembre 2019 | Colonia             | Germania    | Lanxess Arena               | Keelie Walker        | N.D.                                      | N.D.       |
| 25 settembre 2019 | Amsterdam           | Paesi Bassi | Ziggo Dome                  | Keelie Walker        | N.D.                                      | N.D.       |
| 27 settembre 2019 | Anversa             | Belgio      | Sportpaleis                 | Keelie Walker        | N.D.                                      | N.D.       |
| 28 settembre 2019 | Parigi              | Francia     | Dôme de Paris               | Rothwell             | N.D.                                      | N.D.       |
| 6 ottobre 2019    | Belfast             | Regno Unito | The SSE Arena               | New Rules Mae Muller | N.D.                                      | N.D.       |
| 7 ottobre 2019    | Belfast             | Regno Unito | The SSE Arena               | New Rules Mae Muller | N.D.                                      | N.D.       |
| 8 ottobre 2019    | Dublino             | Irlanda     | 3Arena                      | New Rules Mae Muller | N.D.                                      | N.D.       |
| 10 ottobre 2019   | Dublino             | Irlanda     | 3Arena                      | New Rules Mae Muller | N.D.                                      | N.D.       |
| 11 ottobre 2019   | Dublino             | Irlanda     | 3Arena                      | New Rules Mae Muller | N.D.                                      | N.D.       |
| 13 ottobre 2019   | Belfast             | Regno Unito | The SSE Arena               | New Rules Mae Muller | N.D.                                      | N.D.       |
| 14 ottobre 2019   | Belfast             | Regno Unito | The SSE Arena               | New Rules Mae Muller | N.D.                                      | N.D.       |
| 17 ottobre 2019   | Glasgow             | Regno Unito | The SSE Hydro               | New Rules Mae Muller | 35,099 / 35,099                           | $2,585,000 |
| 18 ottobre 2019   | Glasgow             | Regno Unito | The SSE Hydro               | New Rules Mae Muller | 35,099 / 35,099                           | $2,585,000 |
| 19 ottobre 2019   | Glasgow             | Regno Unito | The SSE Hydro               | New Rules Mae Muller | 35,099 / 35,099                           | $2,585,000 |
| 21 ottobre 2019   | Liverpool           | Regno Unito | M&S Bank Arena              | New Rules Mae Muller | N.D.                                      | N.D.       |
| 22 ottobre 2019   | Liverpool           | Regno Unito | M&S Bank Arena              | New Rules Mae Muller | N.D.                                      | N.D.       |
| 24 ottobre 2019   | Newcastle upon Tyne | Regno Unito | Utilita Arena               | New Rules Mae Muller | 27,275 / 28,199                           | $1,891,490 |
| 25 ottobre 2019   | Newcastle upon Tyne | Regno Unito | Utilita Arena               | New Rules Mae Muller | 27,275 / 28,199                           | $1,891,490 |
| 26 ottobre 2019   | Newcastle upon Tyne | Regno Unito | Utilita Arena               | New Rules Mae Muller | 27,275 / 28,199                           | $1,891,490 |
| 28 ottobre 2019   | Sheffield           | Regno Unito | FlyDSA Arena                | New Rules Mae Muller | N.D.                                      | N.D.       |
| 29 ottobre 2019   | Sheffield           | Regno Unito | FlyDSA Arena                | New Rules Mae Muller | N.D.                                      | N.D.       |
| 31 ottobre 2019   | Londra              | Regno Unito | The O2 Arena                | New Rules Mae Muller | N.D.                                      | N.D.       |
| 1º novembre 2019  | Londra              | Regno Unito | The O2 Arena                | New Rules Mae Muller | 30,855 / 32,064                           | $2,313,020 |
| 2 novembre 2019   | Londra              | Regno Unito | The O2 Arena                | New Rules Mae Muller | 30,855 / 32,064                           | $2,313,020 |
| 7 novembre 2019   | Birmingham          | Regno Unito | Resorts World Arena         | New Rules Mae Muller | N.D.                                      | N.D.       |
| 8 novembre 2019   | Birmingham          | Regno Unito | Resorts World Arena         | New Rules Mae Muller | N.D.                                      | N.D.       |
| 9 novembre 2019   | Birmingham          | Regno Unito | Resorts World Arena         | New Rules Mae Muller | N.D.                                      | N.D.       |
| 11 novembre 2019  | Nottingham          | Regno Unito | Motorpoint Arena Nottingham | New Rules Mae Muller | N.D.                                      | N.D.       |
| 12 novembre 2019  | Nottingham          | Regno Unito | Motorpoint Arena Nottingham | New Rules Mae Muller | N.D.                                      | N.D.       |
| 14 novembre 2019  | Manchester          | Regno Unito | Manchester Arena            | New Rules Mae Muller | 40,714 / 40,714                           | $2,837,170 |
| 15 novembre 2019  | Manchester          | Regno Unito | Manchester Arena            | New Rules Mae Muller | 40,714 / 40,714                           | $2,837,170 |
| 16 novembre 2019  | Manchester          | Regno Unito | Manchester Arena            | New Rules Mae Muller | 40,714 / 40,714                           | $2,837,170 |
| 18 novembre 2019  | Leeds               | Regno Unito | First Direct Arena          | New Rules Mae Muller | 19,858 / 21,603                           | $1,378,170 |
| 19 novembre 2019  | Leeds               | Regno Unito | First Direct Arena          | New Rules Mae Muller | 19,858 / 21,603                           | $1,378,170 |
| 21 novembre 2019  | Londra              | Regno Unito | The O2 Arena                | New Rules Mae Muller | 29,547 / 31,776                           | $2,123,700 |
| 22 novembre 2019  | Londra              | Regno Unito | The O2 Arena                | New Rules Mae Muller | 29,547 / 31,776                           | $2,123,700 |

## Cancellazioni
| 19 settembre 2019 | Vienna    | Austria       | Wiener Stadthalle             | Incidente di produzione |
| Oceania           |           |               |                               |                         |
| 7 dicembre 2019   | Perth     | Australia     | RAC Arena                     | Lavoro per nuova musica |
| 10 dicembre 2019  | Adelaide  | Australia     | Adelaide Entertainment Centre | Lavoro per nuova musica |
| 13 dicembre 2019  | Melbourne | Australia     | Melbourne Arena               | Lavoro per nuova musica |
| 14 dicembre 2019  | Sydney    | Australia     | Qudos Bank Arena              | Lavoro per nuova musica |
| 16 dicembre 2019  | Brisbane  | Australia     | Brisbane Entertainment Centre | Lavoro per nuova musica |
| 19 dicembre 2019  | Auckland  | Nuova Zelanda | Spark Arena                   | Lavoro per nuova musica |